# Flower and Garnet
Pour plus de détails, voir Fiche technique et Distribution.
Flower and Garnet est un film canadien réalisé par Keith Behrman, sorti en 2002.

## Synopsis
Ed, un père de famille en deuil de sa femme, a du mal à exprimer ses sentiments à ses deux enfants, Flower et Garnet.

## Fiche technique
- Titre : Flower and Garnet
- Réalisation : Keith Behrman
- Scénario : Keith Behrman
- Musique : Peter Allen
- Photographie : Steve Cosens
- Montage : Michael John Bateman
- Production : Trish Dolman
- Société de production : Alliance Atlantis Communications, Boneyard Film, Canadian Broadcasting Corporation, Corus Entertainment, Ministry of Extreme Circumstances, Screen Siren Pictures et Téléfilm Canada
- Pays :  Canada
- Genre : Drame
- Durée : 103 minutes
- Dates de sortie : 
  -  Canada : 26 août 2002 (Festival du film de Montréal), 28 mars 2003

## Distribution
- Callum Keith Rennie : Ed
- Jane McGregor : Flower
- Colin Roberts : Garnet
- Alisha Penev : Flower jeune
- Dov Tiefenbach : Ronnie
- Kristen Thomson : Barb
- Craig Olejnik : Carl
- Chilton Crane : Donna
- Philip Granger : Fred
- Arnie Walters : M. Hansen
- Eliza Norbury : Tara
- Linsea O'Shea : la mère de Flower et Garnet
- Dimitri Milani : M. Cooper

## Distinctions
Le film a été présenté en sélection officielle lors de la Berlinale 2003 dans la section Panorama.